# Дархан-Ул
Дархан-Ул (монг. Дархан-Уул аймаг) је једна од 21 провинције у Монголији. Налази се на у северном делу земље на планинској висоравни.

## Географија
Површина провинције је 3.275 km², на којој живи 91.358 становника. Главни град је Дархан. Дархан-Ул је претежно планински предео који је окружен са свих страна провинцијом Селенге. Кроз регију протиче река Орхон. Клима је оштра континентална, планинска, зими су температуре у распону од —30 °C до —35 °C, а лети до +35 °C. Провинција Дархан-Ул је основана 1994. године и састоји се од 4 округа.